# Black Castle of Moulin

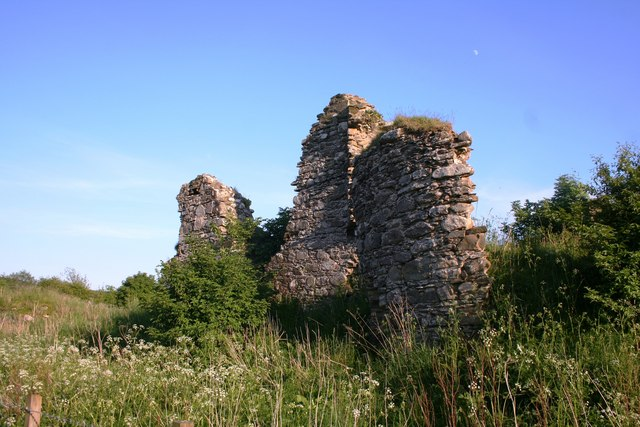
Ruinen des Black Castle of Moulin

Black Castle of Moulin (schottisch-gälisch: Caisteal Dubh Mhaothlinne oder An Sean Chaisteal)  ist eine Burgruine im Dorf Moulin in der Gemeinde Pitlochry in der schottischen Council Area Perth and Kinross.
Die Burg, von der heute nur noch Überreste des nordwestlichen Rundturms erhalten sind, ließ Sir John Campbell aus Lochawe auf einer Insel in einem heute nicht mehr existierenden See erbauen. Die Burg wurde 1512 aus Angst vor der Pest angezündet und verfiel dann. Der See wurde um 1720 entwässert und blieb noch etwa 100 Jahre lang ein Sumpf, bevor er vollkommen trockenfiel. Heute gilt die Ruine als Scheduled Monument.